# Liste der Brücken über die Lütschine
Die Liste der Brücken über die Lütschine enthält die Brücken der Vereinigten Lütschine im Berner Oberland in der Schweiz, vom Zusammenfluss von Schwarzer und Weisser Lütschine bei Zweilütschinen bis zur Mündung in den Brienzersee bei Bönigen.

## Brückenliste
13 Brücken überspannen derzeit den Fluss: Sieben Strassen-, drei Fussgänger-,  zwei Eisenbahn- und eine Rohrbrücke.
| Bild | Name                                   | Ort                             | Lage | Funktion                                                                            | Konstruktion                   | Material   | Länge in m | Höhe m ü. M. | Bemerkungen |
| ---- | -------------------------------------- | ------------------------------- | ---- | ----------------------------------------------------------------------------------- | ------------------------------ | ---------- | ---------- | ------------ | --- |
|      | Gsteigwilerbrücke                      | Wilderswil – Gsteigwiler        |      | Strassenbrücke (zweispurig) mit Trottoir und Rohrleitungen an der Brückenseite 1133 | Balkenbrücke                   | Beton      | 40         | 595          | - Die Betonbrücke wurde 1977 erbaut. - Die Brücke wurde 1998/99 umfassend saniert und das Widerlager West und der Pfeiler um ca. 50 cm angehoben. Im Zuge des Projektes Hochwasserschutz Bödeli ist auch die Gsteigwilerbrücke 2023 wasserbautechnisch ertüchtigt worden. - Maximale Tragfähigkeit: 40 t - Höchstgeschwindigkeit 80 km/h - PostAuto-Buslinie 105 (Unterseen – Gsteigwiler) - Die Brücke verbindet das Dorf Gsteigwiler mit der Kantonsstrasse Wilderswil – Lauterbrunnen. - Wanderweg |
|      | Umfahrung Wilderswil-Brücke (Süd)      | Wilderswil – Gsteigwiler        |      | Strassenbrücke (zweispurig)                                                         | Plattenbrücke                  | Beton      | 64         | 592          | - Nach einer Bauzeit von drei Jahren wurde die Umfahrungsstrasse Wilderswil mit den zwei dreifeldrigen Plattenbalkenbrücken über die Lütschine am 19. August 2023 eröffnet. - Höchstgeschwindigkeit 60 km/h - Velos und Fussgänger nicht erlaubt - Land- und forstwirtschaftliche Fahrzeuge verboten. - Auf der linken Flussseite unterquert der Fussweg Tschingelegge die Brücke. - Auf der rechten Flussseite unterquert ein Feldweg die Brücke. |
|      | Umfahrung Wilderswil-Brücke (Nord)     | Wilderswil – Gsteigwiler        |      | Strassenbrücke (zweispurig) mit Rohrleitungen unterhalb der Fahrbahn                | Plattenbrücke                  | Beton      | 64         | 589          | - Nach einer Bauzeit von drei Jahren wurde die Umfahrungsstrasse Wilderswil mit den zwei dreifeldrigen Plattenbalkenbrücken über die Lütschine am 19. August 2023 eröffnet. - Höchstgeschwindigkeit 60 km/h - Velos und Fussgänger nicht erlaubt - Land- und forstwirtschaftliche Fahrzeuge verboten. - Auf der linken Flussseite unterquert ein Fussweg die Brücke. - Auf der rechten Flussseite unterquert ein Feldweg die Brücke. |
|      | Brücke bei der Umfahrung Wilderswil    | Wilderswil – Gsteigwiler        |      | Werkbrücke                                                                          | Balkenbrücke                   | Beton      | 33         | 589          | - Der Übergang wurde beim Bau der Umfahrung Wilderswil erstellt. - Verbot für Fussgänger - Privater Übergang mit abschliessbaren Metalltoren. |
|      | Gsteigbrücke                           | Wilderswil – Gsteigwiler        |      | Eisenbahnbrücke (eingleisig)                                                        | Trogbrücke                     | Beton      | 32         | 588          | - Die vorgespannte Trogbrücke wurde 1974 neu erstellt. Sie ersetzte eine Schweisseisenkonstruktion von 1889. - Bahnstrecke Interlaken – Lauterbrunnen/Grindelwald - Die Schmalspurbahn der Berner-Oberland-Bahn wurde 1890 eröffnet und 1914 elektrifiziert. - Höchstgeschwindigkeit 50 km/h |
|      | SPB-Brücke                             | Wilderswil – Gsteigwiler        |      | Eisenbahnbrücke (eingleisig)                                                        | Fachwerkbrücke                 | Stahl      | 39         | 588          | - Nostalgie-Bahnstrecke Wilderswil – Schynige Platte (Schynige Platte-Bahn) - Die Bahnstrecke der elektrischen Zahnradbahn wurde 1893 eröffnet. - Die effektiv gefahrene Geschwindigkeit ist lediglich 9 bis 10 km/h. |
|      | Gsteigbrücke                           | Wilderswil – Gsteigwiler        |      | Strassenbrücke (einspurig)                                                          | Gedeckte Brücke Hubbrücke      | Holz Stahl | 19         | 584          | - Die Brücke wurde 1738 erbaut. Sie wurde 1961 verstärkt und ruht seither auf unsichtbaren Eisenträgern. - Seit dem Umbau zur Hubbrücke im Jahr 2008 kann die schützenswerte Brücke bei Hochwasser hydraulisch um 1,20 m angehoben werden. An den Ecken der Brückenkonstruktion sind die Hebeanlagen zu erkennen. - Das Bauwerk ist denkmalgeschützt. - Die Brücke dient als Zugang zur wichtigen Kirche Gsteig mit dem Pfarrhaus und dem Wirtshaus. - Maximale Tragfähigkeit: 3,5 t - Maximale Höhe: 2,5 m - Mountainbike-Route 1 Alpine Bike (Etappe 12 Grindelwald – Interlaken) - Veloland-Route 61 Berner Oberland-Route (Etappe 2 Interlaken – Meiringen) und Route 380 Bödeli-Route (Interlaken Ost – Interlaken Ost) - Wanderweg - Die BAFU hydrometrische Messstation Nr. 2109 Lütschine – Gsteig befindet sich rund 120 m flussaufwärts auf der rechten Flussseite. |
|      | Rohrleitungsbrücke                     | Wilderswil – Gsteigwiler        |      | Rohrleitungsbrücke                                                                  | Balkenbrücke                   | Stahl      | 28         | 584          | |
|      | Änderbergbrücke                        | Matten bei Interlaken – Bönigen |      | Strassenbrücke (einspurig) mit schmalen Trottoirs                                   | Gedeckte Brücke Fachwerkbrücke | Holz       | 25         | 577          | - Die Brücke wurde 1942 erbaut. - Um die Abflusskapazität unter der Brücke zu vergrössern, wurde das Bauwerk 2016 angehoben und saniert. - Höchstgeschwindigkeit 20 km/h - Maximale Tragfähigkeit: 9 t - Maximale Höhe: 3 m - Veloland-Route 380 Bödeli-Route (Interlaken Ost – Interlaken Ost) - Wanderweg - Der stillgelegte Militärflugplatz Interlaken liegt nordwestlich der Brücke. |
|      | Acheri-Brücke                          | Matten bei Interlaken – Bönigen |      | Fussgängerbrücke                                                                    | Balkenbrücke                   | Holz       | 28         | 573          | - Die offene Holzbrücke wurde 1995 erbaut explizit für die Schützen Bönigen, Iseltwald, Ringgenberg und Niederried, welche als Gemeinschaft Schiessstand auch Eigentümer sind. - Grund für den Bau war der Mangel an Parkplätzen beim Schützenhaus. - Auch Schützenhaussteg genannt. Das Schützenhaus mit Gemeinschaftsschiessanlage befindet sich am rechten Flussufer auf der Acheri. - Verbot für Tiere (Pferd) - Der Übergang ist nicht behindertengerecht (Treppe). |
|      | Obere Bönigbrücke (Mattenstrasse)      | Bönigen                         |      | Strassenbrücke (zweispurig) mit Trottoir und Rohrleitung an der Brückenseite        | Balkenbrücke                   | Beton      | 23         | 570          | - Die Brücke wurde 2011 erbaut. - Höchstgeschwindigkeit 50 km/h - PostAuto-Buslinie 103 (Interlaken – Iseltwald) - Veloland-Route 380 Bödeli-Route (Interlaken Ost – Interlaken Ost) - Wanderweg |
|      | Untere Bönigbrücke (Interlakenstrasse) | Bönigen                         |      | Strassenbrücke (zweispurig) mit Trottoirs 1122                                      | Trogbrücke                     | Beton      | 23         | 566          | - Die vorgespannte Trogbrücke wurde 2010 erbaut. Auf den Innenseiten ist die Brückenbeleuchtung eingelegt. Während der Bauarbeiten wurde der Verkehr über eine Notbrücke geleitet. - Sie ersetzte eine 50-jährige Brücke, die den heutigen Normwerten bezüglich Verkehrslasten nicht mehr genügte. Die Brücke lag auch zu tief, so dass sich bei Hochwasser immer wieder Schwemmholz an der Brücke staute. - Höchstgeschwindigkeit 50 km/h - PostAuto-Buslinie 103 (Interlaken – Iseltwald) |
|      | Lütschinensteg                         | Bönigen                         |      | Fussgänger- und Velobrücke mit integriertem Rohrleitungs-Kasten                     | Balkenbrücke                   | Stahl      | 28         | 564          | - Die Brücke wurde 2010 erbaut. - Sie ersetzte eine Fachwerkbrücke, die beim Hochwasser 2005 stark geschädigt wurde. - Fahrverbot für Motorwagen und Motorräder - Verbot für Tiere (Pferd) - Veloland-Route 8 Aare-Route (Etappe 2 Meiringen – Spiez), Route 9 Seen-Route (Etappe 4 Spiez – Meiringen) und Route 380 Bödeli-Route (Interlaken Ost – Interlaken Ost) - Fussweg von der Schiffsstation Bönigen zum Strandbad Bönigen. - Wanderweg - Der unterste Lütschinen-Übergang befindet sich nur ca. 150 Meter vor der Mündung der Lütschine in den Brienzersee. |